# 덴마크 교회
덴마크 교회(덴마크어: Folkekirke)는 루터교의 종파 중 하나이며, 공식적인 덴마크의 국교이다.

## 역사
덴마크에서 기독교는 9세기 함부르크의 주교 성 안스가르에 의해 전해졌다. 10세기에는 하랄 불루투스 왕이 그리스도교인이 되어 교회를 설립했으며, 덴마크의 국교가 되었다.
중세말의 교회 세속화에 대한 위기로 인하여, 국왕 크리스티안 2세가 교회를 개혁하려 했으나, 이후 크리스티안 3세에 들어서 비로소 개혁이 가능해졌다. 크리스티안 3세는 마르틴 루터를 알게 되었고, 본인 스스로 루터교 신자가 되었다. 내전에 승리를 거둔 뒤, 1536년 크리스티안 3세는 루터교를 덴마크 국교로 선언했다. 이에 반대했던 로마 가톨릭 주교와 성직자는 투옥되고 자격을 박탈당했으며, 가톨릭 성당 재산은 국가가 몰수했다.
최근에는 동성 결혼 등을 인정하고 있다.

## 교리
덴마크 교회는 다음의 신조를 받들고 있다.
- 사도신경
- 니케아 신경
- 아타나시우스 신경
- 아우크스부르크 신앙고백
- 루터 소교리문답서

## 같이 보기
- 덴마크의 역사
- 핀란드 복음루터교회
- 아이슬란드 복음루터교회
- 노르웨이 교회
- 스웨덴 교회